# Мальцев, Пётр Павлович
Пётр Павлович Мальцев — российский учёный, лауреат премии имени А. А. Расплетина (2015).

## Биография
В 1971 году окончил Ташкентский электротехнический институт связи, а в 1977 году — аспирантуру МЭИС.
С 1977 по 1989 годы — работал в 22 ЦНИИИ Минобороны, прошёл путь от младшего научного сотрудника до начальника отдела.
В 1982 году защитил кандидатскую диссертацию.
С 1989 по 2007 годы — член секции, начальник сектора Секции прикладных проблем при Президиуме АН СССР/РАН.
В 1994 году — защитил докторскую диссертацию.
В 1996 году — присвоено учёное звание профессора.
С 2007 по 2009 годы — НПК «Технологический центр» МИЭТ, заместитель директора по науке.
С 2010 по 2016 годы — директор Института сверхвысокочастотной полупроводниковой электроники (ИСВЧПЭ) Российской академии наук.
С 2016 года — научный руководитель ИСВЧПЭ РАН.
С 1994 по 1999 годы — профессор МИЭМ.
С 1998 года по настоящее время — заведующий кафедрой микросистемной техники МИРЭА.
Главный редактор журналов:
- «Нано — и микросистемная техника» (с 1999 года)
- «Электроника: Наука. Технология. Бизнес» (с 2005 по 2011 годы)
- «Наноиндустрия» (с 2007 по 2011 годы)

Автор около 200 работ, 12 патентов (свидетельств) и 8-ми монографий.

## Награды
- Почетный радист СССР (1986)
- Премия Правительства Российской Федерации в области науки и техники за 1999 год (2000)
- Заслуженный деятель науки Российской Федерации (2014)
- Премия имени А. А. Расплетина (2015) — за серию работ «Теоретические и практические основы создания монолитных интегральных схем со встроенными антеннами для миллиметрового диапазона длин волн»
- Медаль ордена «За заслуги перед Отечеством» II степени (6 августа 2021) — за большие заслуги в научно-педагогической деятельности и многолетнюю добросовестную работу